# Francesco Frigimelica il Giovane
Francesco Frigimelica il Giovane (Belluno, 1630 – Belluno, 1699) è stato un pittore italiano.

## Biografia
Figlio di Pompeo e nipote di Francesco "il Vecchio", fu allievo del nonno. Basò i suoi studi sull'arte bellunese del Cinquecento, ma ciò non permise di arricchire il proprio stile e rimase inquadrato nell'ormai sorpassata tradizione di famiglia.
Opera esemplare è il San Bernardino da Siena realizzato su commissione del consiglio nobile di Belluno nel 1662 (che, di certo, si rivolse a lui più per l'illustre parentela che per il talento artistico) è basato chiaramente su un'opera analoga di Giorgio Schiavone.